# Wie Du mich wünschst
Wie du mich wünschst (Originaltitel: As You Desire Me) ist ein US-amerikanischer Spielfilm von George Fitzmaurice mit Greta Garbo in der Hauptrolle. Der Film orientiert sich lose an dem Stück Come tu mi vuoi von Luigi Pirandello und wurde am 2. Juni 1932 in den nationalen Verleih gebracht.

## Handlung
Die Sängerin Zara arbeitet kurz nach dem Ersten Weltkrieg in einem Nachtclub in Budapest. Zara ist für ihre Schönheit bekannt und wird von den männlichen Besuchern bewundert und begehrt. Sie lebt mit dem Schriftsteller Salter zusammen, der sie quält und emotional ausnutzt. Er bezieht einen Teil seiner künstlerischen Inspiration aus ihrer Beziehung. Zara verfällt zunehmend dem Alkohol. Salter hatte Zara vor einigen Jahren in Italien getroffen, wo die junge Frau, die aufgrund traumatischer Kriegserfahrungen unter Amnesie leidet, in ungeordneten Verhältnissen lebte.
Eines Tages erscheint Toni im Auftrag seines Freundes, dem italienischen Grafen Varelli, in einer Vorstellung von Zara. Varelli glaubt in ihr seine seit dem Krieg verschollene Frau Maria zu erkennen. Zara scheint sich vage an Varelli zu erinnern. Toni bittet Zara, mit ihm nach Italien zurückzukehren. Salter versucht mit allen Mitteln zu verhindern, dass Zara ihr Gedächtnis wiedererlangt. Schließlich verlässt Zara, die immer mehr davon überzeugt ist, in Wirklichkeit Maria zu sein, ihren Mentor und folgt Toni.
In Italien versuchen der Graf und die vermeintliche Gräfin gemeinsam, die verlorene Zeit zu rekonstruieren. Immer wieder zweifelt Zara/Maria an ihrer Identität und auch der Rat wohlmeinender Freunde kann ihr nicht helfen, ihr wahres Ich zu entdecken. Sie will schließlich den Grafen verlassen, da sie sich nicht sicher über die tatsächlichen Umstände ist, die zu ihrem Gedächtnisverlust geführt haben. Nach vielen Diskussionen erkennt Zara/Maria jedoch, dass die Liebe zu Graf Varelli stärker ist als jeder Zweifel über die eigene Identität. Selbst das plötzliche Auftauchen Salters in Italien und dessen Versuch, Maria durch eine Intrige zurückzugewinnen, kann Maria nicht mehr beeinflussen. Maria und Varelli versuchen gemeinsam ein neues Leben zu beginnen und die Schatten der Vergangenheit hinter sich zu lassen.

## Hintergrund
Auf ausdrücklichen Wunsch von Greta Garbo wurde Erich von Stroheim für die Rolle des despotischen Salter engagiert. Die Schauspielerin kannte von Stroheim seit 1926 und war mit seinem Werk gut vertraut. Ebenso wie die Filme von Friedrich Wilhelm Murnau schätzte sie die Filme Stroheims als künstlerische Meisterwerke. So hatte sie 1929 in ihrem letzten ausführlichen Interview überhaupt gegenüber der New York Times gesagt, sie wünsche sich, als Jeanne d’Arc unter der Regie von Stroheims aufzutreten.
Gegen den Willen von Thalberg und Mayer wurde Stroheim für 1500 US-Dollar pro Woche verpflichtet. Stroheim war gesundheitlich angeschlagen und blieb den Dreharbeiten oft fern. Garbo legte daher ihre eigenen Indispositionen stets auf dieselben Tage. So bekam Stroheim keinen Ärger mit dem Studio. Er selbst behauptete, seine Rolle des eifersüchtigen Impressarios an dem Charakter von Ferenc Molnár, einem bekannten Autor des Vorkriegseuropas angelegt zu haben. Nicht wenige Kritiker sahen in dem Zusammenspiel zwischen Garbo und Stroheim jedoch eine mehr oder weniger subtile Persiflage auf das damals bereits bekannt gewordene Verhältnis zwischen Marlene Dietrich und Josef von Sternberg. Nachdem Norma Shearer, die einzige Konkurrentin der Garbo bei MGM, früher im Jahr in der Verfilmung von Eugene O’Neills Strange Interlude die Hauptrolle gespielt hatte, drängte Garbo ebenfalls auf eine Prestigerolle. Die Wahl auf Pirandello war einerseits recht gewagt, da seine Stücke in Amerika wenig bekannt waren. Andererseits kamen mit einem renommierten europäischer Autor, einem explizit europäischen Setting und dem schwedischen Hollywoodstar mehrere Faktoren zusammen, die zusammenpassten.
Es war der letzte Film unter Garbos laufendem Vertrag und es galt als fraglich, ob die Schauspielerin je wieder in Hollywood drehen würde. Das Studio ließ die Öffentlichkeit über die weiteren Pläne im Unklaren und lancierte den Film halboffiziell als Garbos Abschiedsvorstellung. Unter großer Geheimhaltung unterschrieb Garbo jedoch kurze Zeit nach den Dreharbeiten einen neuen, finanziell lukrativen Vertrag.

## Kinoauswertung
Mit Produktionskosten von 450.000 US-Dollar entsprach der Film in etwa dem MGM-Durchschnittsaufwand. Er war an der Kinokasse leidlich erfolgreich und spielte im Inland 705.000 US-Dollar und in der restlichen Welt weitere 658.000 US-Dollar, insgesamt 1.362.000 US-Dollar ein. Das Studio konnte am Ende einen Gewinn von 470.000 US-Dollar realisieren. Vor dem Hintergrund der sich immer mehr verschärfenden Weltwirtschaftskrise und angesichts des nicht sehr kommerziellen Themas von Amnesie und Identität war das ein mehr als akzeptables Ergebnis.

## Kritik
Die meisten Kritiker waren von Garbos Darstellung angetan.
Die New York Times war besonders wohlwollend:

„Wenn Greta Garbos Darstellung in "Wie Du Mich Wünschst" ihre Abschiedsvorstellung auf der amerikanischen Kinoleinwand ist, dann hat die talentierte schwedische Schauspielerin die Genugtuung, die MGM Studios im Triumph zu verlassen. Ihre Schauspielkunst ist so brillant wie alles, was sie in ihrer langen Liste von Filmrollen geboten hat.“